# F.L. Smidth & Co. familiefilm - 1937
F.L. Smidth & Co. familiefilm - 1937 er en dansk dokumentarisk optagelse fra 1937.

## Handling
Privat familiefilm af erhvervsfamilierne omkring F.L. Smidth & Co., grundlagt af ingeniørerne Frederik Læssøe Smidth (1850-1899), Alexander Foss (1858-1925) og Poul Larsen (1859-1935). Familierne kom også sammen privat. Her er de bl.a. i sommerhuset i Skeldal nær Salten Langsø i Midtjylland.

Følgende indholdsbeskrivelse stammer fra filmens originale dåse:

"Andejagt, stor frokost ved pavillonen. Gunnar, Kirsten, Rigmor, Erling, Bodil, Rina, Bror, litten Lerche, Mormor.
Einar, Kirsten, Frederik og Gunnar på højskole, i båd ved højskole bådebro. Torkild og Jørgen saver ved Skeldal med Søren og Lise. Christian, Birgitte og Katha ved Skeldals badebro mange til frokost i det grønne, Mygind, Bror Smidths, Fosser, der sejles og Hans med fiskestang."